# 熊本城マラソン
熊本城マラソン（くまもとじょうマラソン）は、熊本県熊本市で2012年から毎年2月に行われている市民マラソン大会である。

## 概要
熊本市が2012年4月1日付けで政令指定都市へ移行することを記念する形で開始された。そのため、第1回大会ならびに第2回大会の正式名称には「政令指定都市移行（誕生）記念」という副題が付けられていた。
2011年まで同時期に開催されていた「金栗記念熊日30キロロードレース」は今大会のレース種目の一つとして統合され、びぷれす熊日会館前スタート・ゴール〜熊本県道337号熊本菊陽線（旧国道57号線）〜菊陽バイパス折り返しのコースから、歴史めぐりフルマラソンとほぼ同一のものに変更された。

## 運営
(2023年大会のもの)
- 主催 : 熊本城マラソン実行委員会（熊本市、熊本日日新聞社、熊本陸上競技協会）
- 主管 : 熊本陸上競技協会、熊本市陸上競技協会
- 特別後援：熊本県
- 後援：日本陸上競技連盟、熊本県教育委員会、熊本市教育委員会、公益財団法人熊本県スポーツ協会、熊本市スポーツ協会、NHK熊本放送局、熊本放送、テレビ熊本、くまもと県民テレビ、熊本朝日放送、FMK、FM791
- オフィシャルトップスポンサー：えがお
- オフィシャルゴールドスポンサー：東京エレクトロン九州、白岳 しろ(高橋酒造)

## 種目・コース
- 歴史めぐりフルマラソン

参加定員 - 13,000名※2019年（第8回）大会より
制限時間 - 7時間
参加資格 - 大会当日に満18歳以上の方（高校生不可）、6時間40分以内に完走できる男女
- 金栗記念熊日30キロロードレース

参加定員 - 150名
制限時間 - 2時間
参加資格 - 大会当日に満18歳以上（高校生不可）の日本陸連登録者
- 復興チャレンジファンラン（約3km）※2017年（第6回）大会より[2]

参加定員 - 1,500名
制限時間 - 1時間15分※2015年（第4回）大会より
参加資格 - 中学生以上

## 歴代優勝者
※30キロロードレースは2012年以前の優勝者も記載

### 歴史めぐりフルマラソン（男子）
| 回 | 開催日        | 優勝者     | 所属               | タイム        |
| -- | ------------- | ---------- | ------------------ | ------------- |
| 1  | 2012年2月19日 | 地下翔太   | 球磨村役場         | 2時間23分41秒 |
| 2  | 2013年2月17日 | 地下翔太   | 球磨村役場         | 2時間19分30秒 |
| 3  | 2014年2月16日 | 川内優輝   | 埼玉県庁           | 2時間10分14秒 |
| 4  | 2015年2月15日 | 園田隼     | 黒崎播磨           | 2時間18分00秒 |
| 5  | 2016年2月21日 | 杉枝真二   | 人吉下球磨消防組合 | 2時間24分54秒 |
| 6  | 2017年2月19日 | 岡山春紀   | 東京農業大学       | 2時間22分45秒 |
| 7  | 2018年2月18日 | 古川大晃   | 熊本大学           | 2時間20分50秒 |
| 8  | 2019年2月17日 | 古川大晃   | 熊本大学           | 2時間20分09秒 |
| 9  | 2020年2月16日 | 河野孝志   |                    | 2時間18分35秒 |
| 10 | 2023年2月19日 | 古川大晃   | 東京大学大学院     | 2時間18分51秒 |
| 11 | 2024年2月18日 | 古川大晃   | 東京大学大学院     | 2時間16分14秒 |
| 12 | 2025年2月16日 | 阿部飛雄馬 |                    | 2時間16分26秒 |

### 歴史めぐりフルマラソン（女子）
| 回 | 開催日        | 優勝者     | 所属       | タイム        |
| -- | ------------- | ---------- | ---------- | ------------- |
| 1  | 2012年2月19日 | 小村寿太郎 |            | 2時間56分22秒 |
| 2  | 2013年2月17日 | 陸奥宗光   |            | 2時間52分17秒 |
| 3  | 2014年2月16日 | 坂口一美   |            | 2時間57分54秒 |
| 4  | 2015年2月15日 | 吉松千草   |            | 2時間49分30秒 |
| 5  | 2016年2月21日 | 酒井優実   | メモリード | 2時間48分31秒 |
| 6  | 2017年2月19日 | 吉松千草   |            | 2時間56分20秒 |
| 7  | 2018年2月18日 | 酒井優実   |            | 2時間48分24秒 |
| 8  | 2019年2月17日 | 岩村聖華   |            | 2時間55分33秒 |
| 9  | 2020年2月16日 | 加藤みちる |            | 2時間53分56秒 |
| 10 | 2023年2月19日 | 加藤みちる |            | 2時間48分57秒 |
| 11 | 2024年2月18日 | 加藤みちる |            | 2時間48分05秒 |
| 12 | 2025年2月16日 | 加藤みちる |            | 2時間45分32秒 |

### 30キロロードレース（男子）
| 回 | 開催日        | 優勝者             | 所属               | タイム        | 備考             |
| -- | ------------- | ------------------ | ------------------ | ------------- | ---------------- |
| 44 | 2000年2月20日 | 高橋健一           | 富士通             | 1時間29分55秒 |                  |
| 45 | 2001年2月18日 | 高岡寿成           | カネボウ           | 1時間29分23秒 |                  |
| 46 | 2002年2月17日 | 松下龍治           | 駒澤大学           | 1時間30分04秒 | 学生記録（当時） |
| 47 | 2003年2月16日 | 松宮隆行           | コニカ             | 1時間28分36秒 | 世界記録（当時） |
| 48 | 2004年2月15日 | 瀬戸智弘           | カネボウ           | 1時間29分50秒 |                  |
| 49 | 2005年2月27日 | 松宮隆行           | コニカミノルタ     | 1時間28分00秒 | 世界記録（当時） |
| 50 | 2006年2月26日 | 清水智也           | 佐川急便           | 1時間31分09秒 |                  |
| 51 | 2007年2月25日 | ウィリー・カンゴゴ | 安川電機           | 1時間29分59秒 |                  |
| 52 | 2008年2月24日 | 下重正樹           | コニカミノルタ     | 1時間30分33秒 |                  |
| 53 | 2009年2月22日 | 三津谷祐           | トヨタ自動車九州   | 1時間29分55秒 |                  |
| 54 | 2010年2月28日 | 藤田敦史           | 富士通             | 1時間29分46秒 |                  |
| 55 | 2011年2月27日 | 森田知行           | カネボウ           | 1時間32分14秒 |                  |
| 56 | 2012年2月19日 | 宇賀地強           | コニカミノルタ     | 1時間30分01秒 |                  |
| 57 | 2013年2月17日 | 川内優輝           | 埼玉県庁           | 1時間29分31秒 |                  |
| 58 | 2014年2月16日 | 服部勇馬           | 東洋大学           | 1時間28分52秒 | 学生記録         |
| 59 | 2015年2月15日 | 木村慎             | 明治大学           | 1時間31分27秒 |                  |
| 60 | 2016年2月21日 | 設楽啓太           | コニカミノルタ     | 1時間30分45秒 |                  |
| 61 | 2017年2月19日 | 上野裕一郎         | DeNA               | 1時間30分17秒 |                  |
| 62 | 2018年2月18日 | 林奎介             | 青山学院大学       | 1時間29分47秒 |                  |
| 63 | 2019年2月17日 | 片西景             | 駒大               | 1時間29分34秒 |                  |
| 64 | 2020年2月16日 | 設楽悠太           | HONDA              | 1時間29分47秒 |                  |
| 65 | 2023年2月19日 | 佐藤悠基           | SGホールディングス | 1時間30分57秒 |                  |
| 66 | 2024年2月18日 | 近藤幸太郎         | SGホールディングス | 1時間28分54秒 |                  |
| 67 | 2025年2月16日 | 鶴川正也           | 青山学院大学       | 1時間30分34秒 |                  |

### 30キロロードレース（女子）
※女子は2006年大会から創設
| 回 | 開催日        | 優勝者     | 所属         | タイム        |
| -- | ------------- | ---------- | ------------ | ------------- |
| 50 | 2006年2月26日 | 野田頭美穂 | ワコール     | 1時間44分13秒 |
| 51 | 2007年2月25日 | 奥永美香   | 九電工       | 1時間45分46秒 |
| 52 | 2008年2月25日 | 野田頭美穂 | ワコール     | 1時間44分00秒 |
| 53 | 2009年2月22日 | 松尾千春   | 九電工       | 1時間48分22秒 |
| 54 | 2010年2月28日 | 松尾千春   | 九電工       | 1時間50分18秒 |
| 55 | 2011年2月27日 | 開催なし   |              |               |
| 56 | 2012年2月19日 | 箱山侑香   | ワコール     | 1時間43分26秒 |
| 57 | 2013年2月17日 | 水口侑子   | デンソー     | 1時間43分46秒 |
| 58 | 2014年2月16日 | 高島由香   | デンソー     | 1時間44分19秒 |
| 59 | 2015年2月15日 | 野田沙織   | 大阪学院大学 | 1時間45分00秒 |
| 60 | 2016年2月21日 | 松見早希子 | 第一生命     | 1時間45分59秒 |
| 61 | 2017年2月19日 | 新井沙紀枝 | 大阪学院大学 | 1時間46分29秒 |
| 62 | 2018年2月18日 | 渡邊裕子   | エディオン   | 1時間47分17秒 |
| 63 | 2019年2月17日 | 岡本奈々依 | 大阪学院大学 | 1時間45分48秒 |
| 64 | 2020年2月16日 | 松本亜子   | デンソー     | 1時間46分09秒 |
| 65 | 2023年2月19日 | 西田留衣   | 肥後銀行     | 1時間46分58秒 |
| 66 | 2024年2月18日 | 清田真央   | スズキ       | 1時間44分39秒 |
| 67 | 2025年2月16日 | 西村美月   | 天満屋       | 1時間41分42秒 |

## テレビ中継
地元テレビ局の熊本放送（RKK、TBS系列）とテレビ熊本（TKU、フジテレビ系列）で生中継されている。RKKでは8:00 - 11:30、TKUでは8:25 - 14:00に放送される。なおRKKは熊日30キロを独占放送している。
大会当日の中継時は、本来放送されている番組については以下の対応となる。
- RKKで本来日曜8:00 - 9:54に放送されている『サンデーモーニング』と日曜10:00 - 10:15に放送されている『九州電力グループpresents 新 窓をあけて九州[6]』（RKB制作）、日曜10:15 - 10:30に放送されている『世界一の九州が始まる!』（RKB制作）は大会当日の午後に時差ネットで放送される。
- TKUで本来日曜9:30 - 10:00に放送されている『ONE PIECE』は翌週土曜日の午前に、日曜10:00 - 11:15に放送されている『ワイドナショー』は翌週土曜日の午後に遅れネットし、日曜11:15 - 11:45に放送されている『ライオンのミライ☆モンスター』は大会当日の午後に時差ネットで放送される[7]。

## 大会公式ソング
- KEYTALK - 「Oh!En!Ka!」（2017年 - 2024年）